# Fight Night Champion
Fight Night Champion er en bokse videospil udviklet af EA Canada og udgivet af EA Sports. Det er en del af Fight Night-serien og blev udgivet den 1. marts i 2011 til PlayStation 3 og Xbox 360. Spillet er angivet til at tage en drastisk tur fra sine forgængere forestiller en "mørkere" indstilling med animationer og spillerskader, at "virkelig formidling af den brutalitet, boksesporten besidder." Det er det første EA Sports spil nogensinde til at modtage et M (for voksne) rating fra ESRB i Nordamerika. En IOS version af spillet er sat til at blive frigivet sammen med konsolversionerne.
Fight Night Champion har modtaget positive anmeldelser fra kritikere. Mange roste dets store indhold, realistisk grafik, fremragende præsentation og Champion Mode. 

## Boksere
Fight Night Champion indeholder mere end 50 boksere i syv vægtklasser, hvilket giver den det største antal i serien.

### Sværvægt
- Muhammad Ali

- Chris Arreola

- Eddie Chambers

- Eric "Butterbean" Esch

- George Foreman

- Joe Frazier

- David Haye

- Evander Holyfield

- Wladimir Klitschko

- Vitali Klitschko

- Lennox Lewis

- Sonny Liston

- Tommy Morrison

- Mike Tyson

### Letsværvægt
- Bernard Hopkins

- Joe Calzaghe

- Roy Jones Jr.

- Chad Dawson

### Mellemvægt
- Sugar Ray Leonard

- Marvin Hagler

- Anthony Mundine

- Carlos Monzon

- Danny Jacobs

- Erislandy Lara

- Fernando Vargas

- Jake LaMotta

- Jermain Taylor

- Kelly Pavlik

- Peter Manfredo Jr

- Sugar Ray Robinson

- Ronald "Winky" Wright

- Sergio Mora

### Weltervægt
- Sugar Ray Leonard

- Manny Pacquiao

- Roberto Duran

- Thomas Hearns

- Miguel Cotto

- Oscar De La Hoya

- Ricky Hatton

- Zab Judah

- Emanuel Augustus

- Julio César Chávez

- Kendall Holt

- Shane Mosley

- Tim Bradley

- Victor Ortiz

Letvægt
- Diego Corrales

- Pernell Whitaker

- Robert Guerrero

- Vinny Paz

- Jesse James Leija

Fjervægt
- Billy Dib

- Yuriorkis Gamboa

- Kevin Kelley

Bantamvægt
- Nonito Donaire